# Amstel Gold Race 1985
L'Amstel Gold Race 1985 fou la 20a edició de l'Amstel Gold Race. La cursa es disputà el 27 d'abril de 1985, sent el vencedor final el neerlandès Gerrie Knetemann, que s'imposà en solitari en la meta de Meerssen. Aquesta fou la segona victòria de Knetemann en aquesta cursa, després de l'aconseguida en l'edició de 1974.
144 ciclistes hi van prendre part, acabant la cursa 55 d'ells.

## Classificació final
|    | Ciclista           | Equip                                 | Temps      |
| -- | ------------------ | ------------------------------------- | ---------- |
| 1  | Gerrie Knetemann   | Skil-Sem-KAS-Miko                     | 6h 27' 45" |
| 2  | Jef Lieckens       | Lotto-Merckx-Campagnolo-Vermarc Sport | + 32"      |
| 3  | Johnny Broers      | Skala-Gazelle                         | + 32"      |
| 4  | Patrick Versluys   | Hitachi-Splendor-Sunair-Marc          | + 59"      |
| 5  | Phil Anderson      | Panasonic-Raleigh                     | + 1' 22"   |
| 6  | Nico Verhoeven     | Skala-Gazelle                         | m. t.      |
| 7  | Ludo Peeters       | Kwantum-Decosol-Yoko                  | m. t.      |
| 8  | Claude Criquielion | Hitachi-Splendor-Sunair-Marc          | + 2' 46"   |
| 9  | Johan Lammerts     | Panasonic-Raleigh                     | m. t.      |
| 10 | Marc Sergeant      | Lotto-Merckx-Campagnolo-Vermarc Sport | + 4' 04"   |